# Paul Ljungberg
Paul Ljungberg, född 30 mars 1893 i Lidingö, död 19 augusti 1979, var en svensk grosshandlare och idrottsledare.
Ljungberg, som var son till av fabrikör Carl Ljungberg och Mathilda Gustava Haglund, blev efter avslutade skolstudier kontorselev 1909, startade egen agenturfirma 1914, var direktör i Gips- och Cement AB 1917–1923 och bedrev egen grosshandlarfirma inom färg- och fernissbranschen sedan 1924.
Ljungberg var stiftare av Lidingö IF 1910, dess sekreterare 1910–1913, styrelseledamot i Lidingö Skytteförening 1920–1922, sekreterare i Svenska Velocipedförbundet 1920–1923, ledamot av Sveriges olympiska kommitté 1921–1924, initiativtagare till och ledare för Lidingö Vinteridrottsspel 1921, 1922 och 1926, sekreterare i Nordiska Cykelförbundet 1922–1924, ledamot av Svenska Idrottsspels cykelkommitté i Göteborg 1923, styrelseledamot i 1893 års män sedan 1932 samt ett flertal andra förtroendeposter.
Ljungberg var representant på ett flertal internationella kongresser samt ledare för ett 50-tal nationella och internationella tävlingar inom skid- och cykelsporten. Han tilldelades ett stort antal förtjänstmedaljer och diplom, innehade skytte-, idrotts- och skidlöparmärkena, samtliga i guld. Han erhöll burskap som borgare 1936 och var ständig ledamot av Borgargillet.